# Conte Cairns
Conte Cairns è un titolo nobiliare inglese nella Parìa del Regno Unito.

## Storia

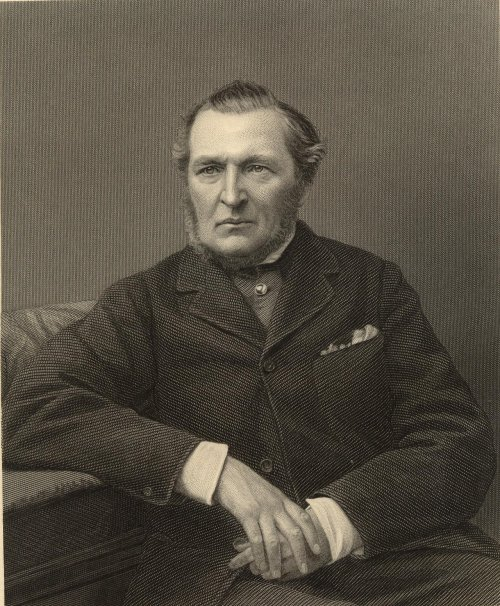
Hugh McCalmont Cairns, I conte Cairns

Il titolo venne creato nel 1878 per l'avvocato e politico conservatore Hugh Cairns, I barone Cairns, il quale era stato Lord Cancelliere del Regno Unito nel 1868 e dal 1874 al 1880. Cairns era già stato creato Barone Cairns, di Garmoyle nella contea di Antrim, nel 1867, e venne creato Visconte Garmoyle, nella contea di Antrim, al momento della ricezione della contea. I titoli vennero creati tutti nella parìa del Regno Unito.
Il primo conte venne succeduto dal secondogenito, primo tra i figli sopravvissutigli, il II conte. Quest'ultimo morì senza eredi maschi e venne succeduto dal fratello minore, il III conte, il quale non si sposò mai e venne succeduto anch'egli dal fratello minore, il IV conte. Alla sua morte i titoli passarono al suo secondogenito, primo sopravvissutogli, il V conte, il quale fu Contrammiraglio della Royal Navy. Attualmente i titoli sono passati al figlio di quest'ultimo, il VI conte, che è succeduto al padre nel 1989.
Sir William Cairns, fratellastro del I conte, prestò servizio come Governatore del Queensland dal 1875 al 1877.
La sede della famiglia è Bolehyde Manor, presso Chippenham, nel Wiltshire.

## Conti Cairns (1878)
- Hugh McCalmont Cairns, I conte Cairns (1819–1885)
- Arthur William Cairns, II conte Cairns (1861–1890)
- Herbert John Cairns, III conte Cairns (1863–1905)
- Wilfred Dallas Cairns, IV conte Cairns (1865–1946)
- David Charles Cairns, V conte Cairns (1909–1989)
- Simon Dallas Cairns, VI conte Cairns (n. 1939)

L'erede apparente è il figlio primogenito dell'attuale detentore del titolo, Hugh Sebastian Frederick Cairns, visconte Garmoyle (n. 1965).